# Pleuromeiales
Le pleuromeiali (Pleuromeiales) sono un gruppo di piante estinte, vissute tra il Carbonifero superiore e il Cretaceo superiore (310 - 100 milioni di anni fa). Sono considerate una forma di transizione tra le grandi Lepidodendrales del Carbonifero e le Isoetales, ancora rappresentate attualmente.

## Descrizione e diffusione
Queste piante si presentavano come alberi di piccole dimensioni (generalmente tra i 2 e i 4 metri d'altezza), dal fusto non ramificato e dalla radice bulbosa. Le foglie erano ligulate.
Le pleuromeiali apparvero nel Carbonifero, ma già nel Devoniano superiore vissero alcune forme di isoetopsidi prive di rami (Clevelandodendron), che prefiguravano le successive forme. Alcuni generi primitivi di pleuromeiali (Chaloneria) erano già molto diffusi a fine Carbonifero, ma fu dopo l'estinzione di fine Permiano che le pleuromeiali ebbero il loro culmine evolutivo: nel corso del Triassico il genere Pleuromeia fu una delle piante più diffuse. Le pleuromeiali sopravvissero fino  al Cretaceo: il genere Nathorstiana, alto solo 30 centimetri, è stato a lungo considerato un possibile precursore delle attuali isoetali (Isoetales).

## Nuove scoperte
La descrizione, avvenuta nel 1997, di una specie arcaica di Isoetes risalente al Triassico inferiore ha messo in discussione i rapporti di parentela e l'evoluzione delle isoetali e delle pleuromeiali. Secondo lo studio di Retallack, le pleuromeiali non formerebbero un gruppo monofiletico, ma sarebbero in realtà parte delle isoetali; queste ultime, in particolare, andarono incontro a una notevole radiazione adattativa nel corso del Triassico, diversificandosi eccezionalmente per forma e dimensioni: da una parte vi furono forme a fusto alto come Pleuromeia, alta anche svariati metri, o Cylostrobus e Lycostrobus, dall'aspetto più modesto; dall'altra le isoetali si svilupparono in forme basse e a volte simili a coni (Tomiostrobus, Lepacyclotes). Nathorstiana e Nathorstianella, in quest'ottica, non sarebbero le antenate delle attuali isoetali ma solo forme collaterali estintesi nel Cretaceo senza lasciare discendenti.